# Fondazione internazionale Oasis
La Fondazione Internazionale Oasis, inizialmente Cisro, nasce nel 2004 come centro di studi sull'Islam e i cristiani in Medio Oriente da un'intuizione del cardinal Angelo Scola e si costituisce in fondazione internazionale nel 2009.
La sua sede principale è a Milano e una sede secondaria si trova a Venezia. Oasis è stata presentata all'UNESCO a Parigi (2005) e all'ONU (2007).

## Scopo
Promuove la reciproca conoscenza e l'incontro tra cristiani e musulmani. Dopo i primi anni, durante i quali ha dedicato particolare attenzione alla realtà delle minoranze cristiane nei paesi a maggioranza musulmana, dal 2013 si è dedicata maggiormente alle comunità musulmane presenti nelle società occidentali, in particolare in Europa.

## Gli strumenti di Oasis
Oasis conta su una vasta rete di rapporti internazionali. Nel comitato promotore figurano, accanto al cardinal Scola, il patriarca Béchara Boutros Raï (Libano), i cardinali Philippe Barbarin (Lione), Josip Bozanić (Zagabria), Péter Erdő (Budapest), Christoph Schönborn (Vienna), il patriarca Fouad Twal (Gerusalemme) e i vescovi Camillo Ballin (Arabia settentrionale), Paul Hinder (Arabia meridionale), Jean-Clément Jeanbart (Aleppo), Maroun Elias Nimeh Lahham (Ausiliare Emerito di Gerusalemme) e Francisco Javier Martínez (Granada). Il comitato scientifico comprende islamologi, filosofi, sociologi, storici e giuristi.
Fino al 2011, Oasis ha partecipato allo Studium Generale Marcianum, il polo pedagogico-accademico del patriarcato di Venezia. Nel tempo ha sviluppato diversi strumenti:
- La rivista, anch'essa intitolata Oasis e pubblicata in italiano, inglese e francese.
- Il sito www.oasiscenter.eu (in italiano, inglese e francese), nel quale ogni settimana vengono pubblicati nuovi contenuti ad accesso libero o a pagamento.
- La newsletter gratuita in italiano, inglese e francese. Mettendo a frutto i numerosi contatti, la newsletter unisce le dimensioni del racconto e dell'analisi.
- Due collane di libri, una divulgativa e l'altra scientifica, pubblicate da Marcianum Press. Volumi editi: Jean-Marie Lustiger, La promessa (2005); Christian Van Nispen, Cristiani e musulmani: fratelli davanti a Dio? (2006); Maria Laura Conte, Dove guarda l'Indonesia? (2006, vincitore del Premio Capri 2006-sezione attualità). Paolo Gomarasca, Meticciato. Convivenza o confusione?, 2009; Elisabetta Concina, Anna Flores David, Mattia Guidetti, Luce dell'invisibile. Itinerari del mosaico nel Mediterraneo orientale, 2011.

## I temi di ricerca
I principali ambiti di ricerca di Oasis sono: il meticciato di civiltà e culture, categoria esplicativa dell'odierno processo di mescolanza di culture e fatti spirituali; il patrimonio culturale delle minoranze cristiane orientali; gli Islam di popolo, intesi come espressioni di autentica religiosità indispensabili per la comprensione delle società musulmane, anche contemporanee; la libertà religiosa, considerata la strada privilegiata per affrontare il nodo teoretico verità-libertà. Nel dialogo interreligioso Oasis ritiene decisiva la categoria di testimonianza, intesa come modalità adeguata di accesso alla verità.
Dal 2014, la Fondazione Oasis ha realizzato i seguenti progetti di ricerca: Conoscere il meticciato, governare il cambiamento; Non un’epoca di cambiamento ma un cambiamento d’epoca; Alla ricerca di una guida. Autorità e leadership nell'Islam contemporaneo; Crisi e rinnovamento nell'Islam contemporaneo; L’Islam in Italia. Un’identità in formazione.

## Incontri
La Fondazione organizza seminari e convegni volti alla formazione interna e all'indirizzamento del lavoro di ricerca e pubblicazione, il più importante dei quali è la riunione del Comitato Scientifico. Organizza inoltre eventi pubblici di approfondimento delle tematiche che la coinvolgono e tiene corsi di formazione per il personale docente nelle scuole e per le aziende di respiro internazionale che vogliono conoscere meglio le dinamiche che attraversano il Medio Oriente.